# Nicolas Levi
Nicolas Levi (ur. 20 grudnia 1981 w Paryżu) – francuski politolog pochodzenia polskiego, absolwent Lycée Montaigne, specjalizujący się w tematyce koreańskiej Półwyspu Koreańskiego, gospodarkach Polski oraz Francji. Doktor nauk społecznych Instytutu Studiów Politycznych Polskiej Akademii Nauk.

## Życiorys
W 2004 roku ukończył Université Paris Ouest. W latach 2005–2014, równolegle z działalnością naukową, prowadził działalność biznesową: pracował w Deloitte, Kulczyk Investment House, oraz we Francusko-Polskiej Izbie Gospodarczej. Od 2007 r. stały współpracownik w Centrum Badań Azji i Pacyfiku Instytutu Studiów Politycznych Polskiej Akademii Nauk w Warszawie. W 2008 r, uzyskał dyplom studiów podyplomowych z zarządzania ESSEC Paris. W maju 2012 uzyskał stopień doktora w Instytucie Studiów Politycznych Polskiej Akademii Nauk.
Jest autorem książek i artykułów przede wszystkim o tematyce dotyczącej Korei Północnej i Południowej.
Wieloletni wykładowca w Wyższej Szkole Gospodarki Euroregionalnej oraz w Akademii Finansów i Biznesu Vistula. Absolwent Programu Eksperckiego Korean Unification for Junior International Experts, zrealizowany przez półudniowokoreańskie ministerstwo ds. zjednoczenia. Senior Fellow Fundacji “Centrum Studiów Polska-Azja”. Konsultant dla organizacji prywatnych i rządowych. Jest redaktorem naczelnym Acta Asiatica Varsoviensia.
Wieloletni Wykładowca wykładowca w Wyższej Szkoły Gospodarki Euroregionalnej oraz w Akademii Finansów i Biznesu Vistula, UKSW, uczelniach zagranicznych (m in Uniwersytet w Tybindze, SOAS, oraz licznych UTW)
Absolwent programu eksperckiego Korean Unification for Junior International Experts, zrealizowanego przez półudniowokoreańskie ministerstwo ds. zjednoczenia. Członek Instytutu Studiów Azjatyckich i Globalnych im. Michała Boyma.

## Publikacje
- 2012: Nicolas Levi: Korea Północna – Poszukując Prawdy. Warszawa: Kwiaty Orientu. ISBN 978-83-932534-6-3.;
- 2013: Nicolas Levi: System Polityczny Korei Północnej Aspekty Kulturowe. Warszawa: Akson. ISBN 978-83-7452-067-6.;
- 2014: Nicolas Levi: Kto rządzi w Korei Północnej?. Warszawa: Wydawnictwo Dialog. ISBN 978-83-8002-100-6. Brak numerów stron w książce;
- 2015: Nicolas Levi: Kim jest Kim Dzong-un? (Who is Kim Jong-un?). Warszawa: Kwiaty Orientu. ISBN 978-83-932534-6-3.;
- 2016: Nicolas Levi: Korea Północna. Zarys ewolucji systemu politycznego. Warszawa: Instytut Kultur Śródziemnomorskich i Orientalnych. ISBN 978-83-943570-2-3. Brak numerów stron w książce;
- 2018: Nicolas Levi: Nic nie wiem o Korei Północnej. Warszawa: Asian Century. ISBN 978-83-950424-0-9. Brak numerów stron w książce
- 2018:  Nicolas Levi: A statistical analysis of the North Korean overseas laborers in Poland during the period 2000-2017: Current Status and Prospects.. Warszawa: Asian Century. ISBN 978-83-950424-3-0. Brak numerów stron w książce
- 2021: Nicolas Levi: Tangible and Intangible Legacies of 70 Years of Polish-North Korean Relations. Warszawa: Instytut Kultur Śródziemnomorskich i Orientalnych Polskiej Akademii Nauk. ISBN 978-83-952189-3-4. Brak numerów stron w książce
- 2025: Nicolas Levi: J'étais diplomate nord-coréen. Warszawa.{{Cytuj książkę}} Nieznane pola: "ASIN". Brak numerów stron w książce